# Leopoldo da Baviera (1821–1912)
Leopoldo Carlos José Guilherme Luís (em alemão: Luitpold Karl Joseph Wilhelm ; Wurtzburgo, 12 de março de 1821 — 12 de dezembro de 1912) foi o regente do Reino da Baviera de 1886 até a sua morte, devido à incapacidade mental de seus sobrinhos, Luís II e Oto.

## Início de vida
Leopoldo nasceu no dia em 12 de março de 1821 em Würzburg. Ele era o terceiro filho do rei Luís I da Baviera e irmão mais novo dos reis Maximiliano II da Baviera e Oto da Grécia. Sua mãe era a princesa Teresa de Saxe-Hildburghausen.
Maximiliano gostava particularmente de Leopoldo e disse uma vez que "ele poderia um dia ascender ao trono".
Esperava-se que Leopoldo herdasse o trono da Baviera, já que seu irmão mais velho, Oto, não tinha filhos. Além de estar na linha de sucessão ao trono da Baviera, Leopoldo também era o herdeiro presuntivo do trono da Grécia, uma vez que seu irmão Oto não tinha filhos. Não obstante, a constituição grega exigia que o herdeiro de Oto se convertesse à Igreja Ortodoxa, para se tornar o futuro rei, e Leopoldo não desejava isso. Oto foi deposto em 1862 e substituído pelo príncipe Guilherme da Dinamarca, que se tornou o rei Jorge I da Grécia. Oto morreu em 1867, deixando Leopoldo e seus descendentes como pretendentes da Casa de Wittelsbach ao trono grego. No entanto, Leopoldo nunca reivindicou esse direito. Em 1868, o rei Luís I deixou um testamento instruindo Leopoldo e seu irmão Adalberto a não reivindicar o trono grego, a menos que os gregos o solicitassem.

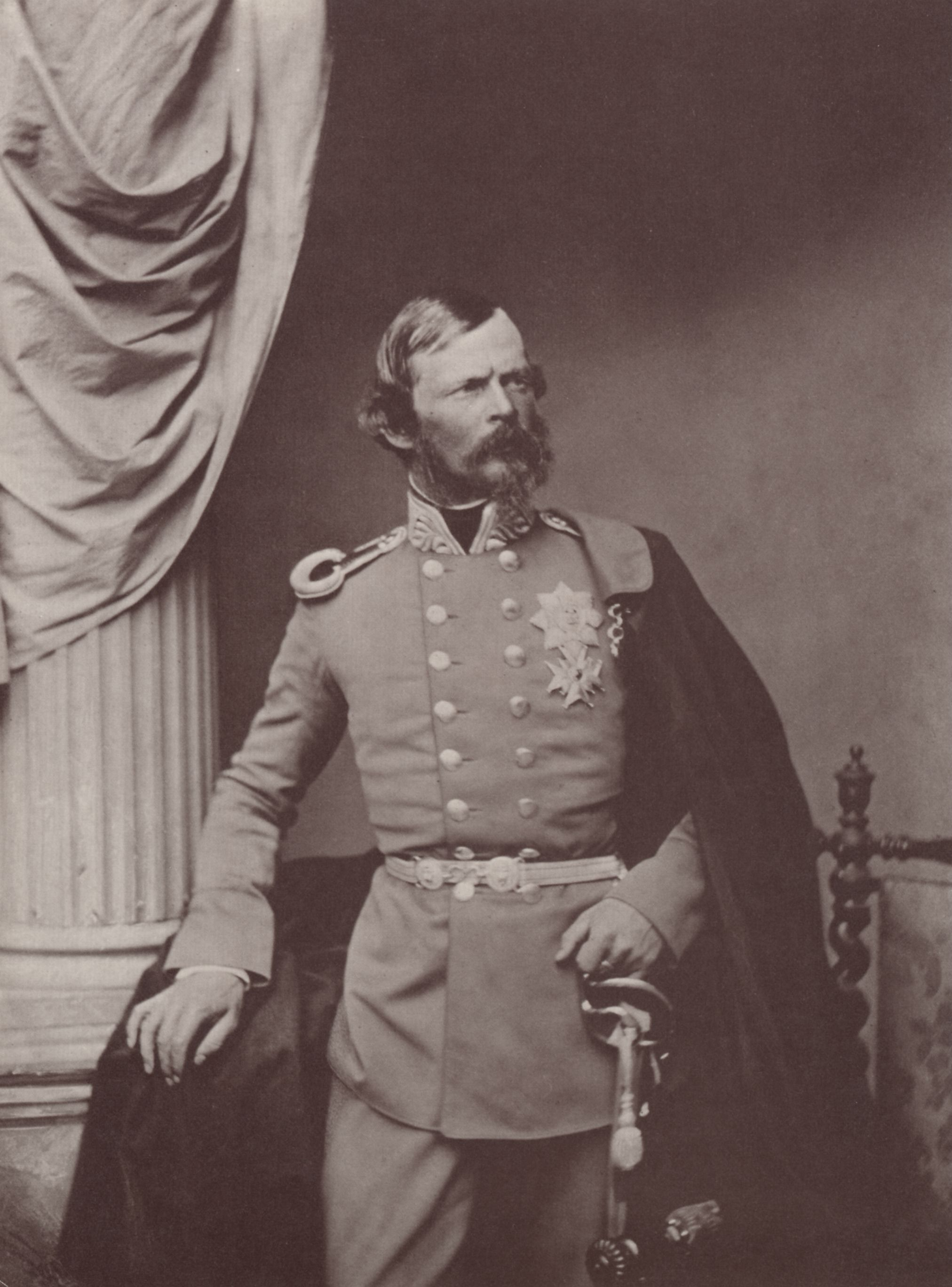
Leopoldo da Baviera

Em 1835, aos 14 anos, Leopoldo juntou-se ao Exército da Baviera e foi promovido a capitão da artilharia.
Em setembro de 1846, Leopoldo partiu em sua longa jornada para o Oriente, que durou quatro meses. Via Danúbio (via Galati) e o Mar Negro, ele chegou a Constantinopla em 7 de outubro e permaneceu lá por três semanas, até o dia 27. Lá, ele ficou na Embaixada da Áustria, e Theodor Ritter von Schwarzjuber, um tradutor austríaco que trabalhava em Constantinopla, escreveu um relatório de 40 páginas sobre a estadia de Leopoldo na capital otomana. Mais tarde, ele foi promovido a major-general.
Durante as revoluções de 1848 nos Estados alemães, o príncipe Leopoldo mediou e ajudou as pessoas que estavam insatisfeitas com seu pai.
Durante o reinado de seu sobrinho Luís II, o príncipe Leopoldo teve que representar cada vez mais a família real devido às longas ausências do rei da capital. Durante a Guerra Austro-Prussiana de 1866, Leopoldo serviu como comandante da 3ª Divisão Real da Baviera. Após a derrota da Prússia em 1866, Leopoldo começou a reorganizar o exército bávaro no modelo prussiano. Além da reforma organizacional do exército, também incluiu a introdução de novos rifles e metralhadoras, que foram inicialmente obtidos do exterior, especialmente dos Estados Unidos, mas posteriormente fabricantes bávaros como Kramer-Klett em Nuremberg ou a Augsburg Maschinenfabrik também receberam encomendas de armamentos. Em 1869, ele se tornou Inspetor Geral do Exército da Baviera e, durante a Guerra Franco-Prussiana de 1870 e 1871, representou a Baviera no Estado-Maior Alemão. Nessa qualidade, apresentou a chamada Carta Real de Luís ao rei Guilherme I da Prússia em 3 de dezembro de 1870, na qual Luís apoiou a criação de um Império Alemão com o rei Guilherme I da Prússia como imperador.
Como Luís ainda lamentava a perda da independência da Baviera, ele se recusou a comparecer à proclamação de Guilherme como imperador em Versalhes em 18 de janeiro. O irmão de Luís, o príncipe Oto, e Leopoldo o representaram em Versalhes. Oto posteriormente criticou as celebrações como ostentosas e sem coração em uma carta ao seu irmão. Em 1876, Leopoldo foi nomeado marechal de campo.

## Regência
Em 10 de junho de 1886, o sobrinho de Leopoldo, o rei Luís II, foi declarado louco e incapaz de deveres oficiais pelo governo da Baviera; Leopoldo foi nomeado regente. Seu papel nisso permanece controverso, e Luís II expressou ceticismo. Três dias depois, Luís II morreu em circunstâncias misteriosas e foi sucedido por seu irmão Oto, que estava confinado no Castelo de Fürstenried sob supervisão médica desde 1883 por causa de sua doença mental. De acordo com a constituição da Baviera, apenas aqueles que pudessem jurar lealdade à constituição poderiam se tornar rei, o que Oto era claramente incapaz de fazer; Leopoldo teria evitado esse embaraço se tivesse ascendido ao trono, mas ele estava contente em continuar a servir como regente de Oto.
O príncipe Leopoldo foi até acusado por alguns de assassinar seu sobrinho, mas logo esse príncipe decente e afável se tornou um dos governantes mais populares da Baviera. Seu primeiro ato (em 1 de agosto de 1886) foi abrir vários palácios de Luís II ao público. De acordo com a constituição, como regente, Leopoldo não tinha poder para nomear novos cargos, então todos os cargos, exceto aqueles no judiciário, tinham que ser preenchidos temporariamente. Da mesma forma, ele não tinha poder para vender as propriedades reais ou redistribuir títulos ou outros privilégios. No entanto, Leopoldo reinterpretou essas disposições a seu favor um ano após assumir o poder. Financeiramente, seus recursos eram limitados, e os 800.000 marcos que ele recebia por ano eram muito menores do que os do rei da Baviera.

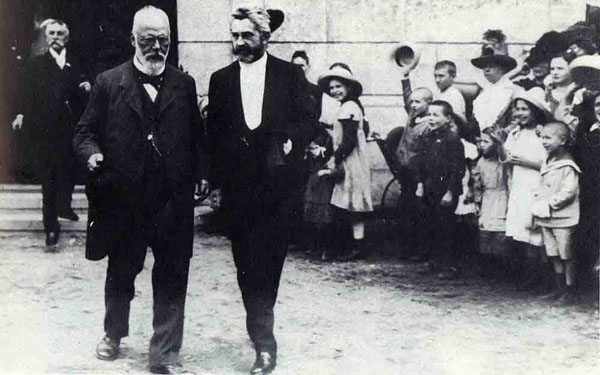
O príncipe regente por volta de 1890

Politicamente, Leopoldo permaneceu em grande parte passivo. Ao contrário de reis anteriores, Leopoldo manteve um estilo de governo representativo presidencial e muitas vezes era muito relutante em tomar decisões políticas, permitindo assim que o governo e o parlamento ganhassem poder. Leopoldo deixou o governo em grande parte nas mãos de seus ministérios liberais e pró-imperiais, liderados pelos presidentes do Conselho de Ministros Johann von Lutz (até 1890), Conde Friedrich Kraft de Klarsheim (até 1903) e Clemens von Podwels-Dürnitz (até 1912). Embora fosse católico, Leopoldo apoiou a postura anticatólica de Lutz e a postura linha-dura do governo bávaro contra o catolicismo eclesiástico e político. Em 1890, Leopoldo impediu uma celebração católica planejada em Munique.
Em 1902, o parlamento estadual recusou-se a aprovar o plano do regente de comprar obras de arte por 100.000 marcos. Essa rebelião parlamentar causou comoção em todo o império. O imperador Guilherme II propôs que Leopoldo transferisse a quantia não aprovada e ficou furioso com a "vergonhosa ingratidão" dos parlamentares bávaros. Leopoldo rejeitou a proposta, mas a raiva contra o governo central cresceu devido à interferência prussiana. Mesmo após a "luta pela cultura" (Kulturkampf), as relações da Baviera com a Prússia permaneceram relativamente frias, já que os bávaros se ressentiam do domínio estratégico da Prússia sobre o império. No entanto, sob a liderança de Leopoldo, a Baviera recebeu o direito de manter os edifícios do Museu do Exército, do Ministério dos Transportes e da principal alfândega. Apesar disso, Leopoldo também aceitou a crescente integração da Baviera ao império, opondo-se apenas à centralização do poder na esfera militar, embora em grande parte sem sucesso.

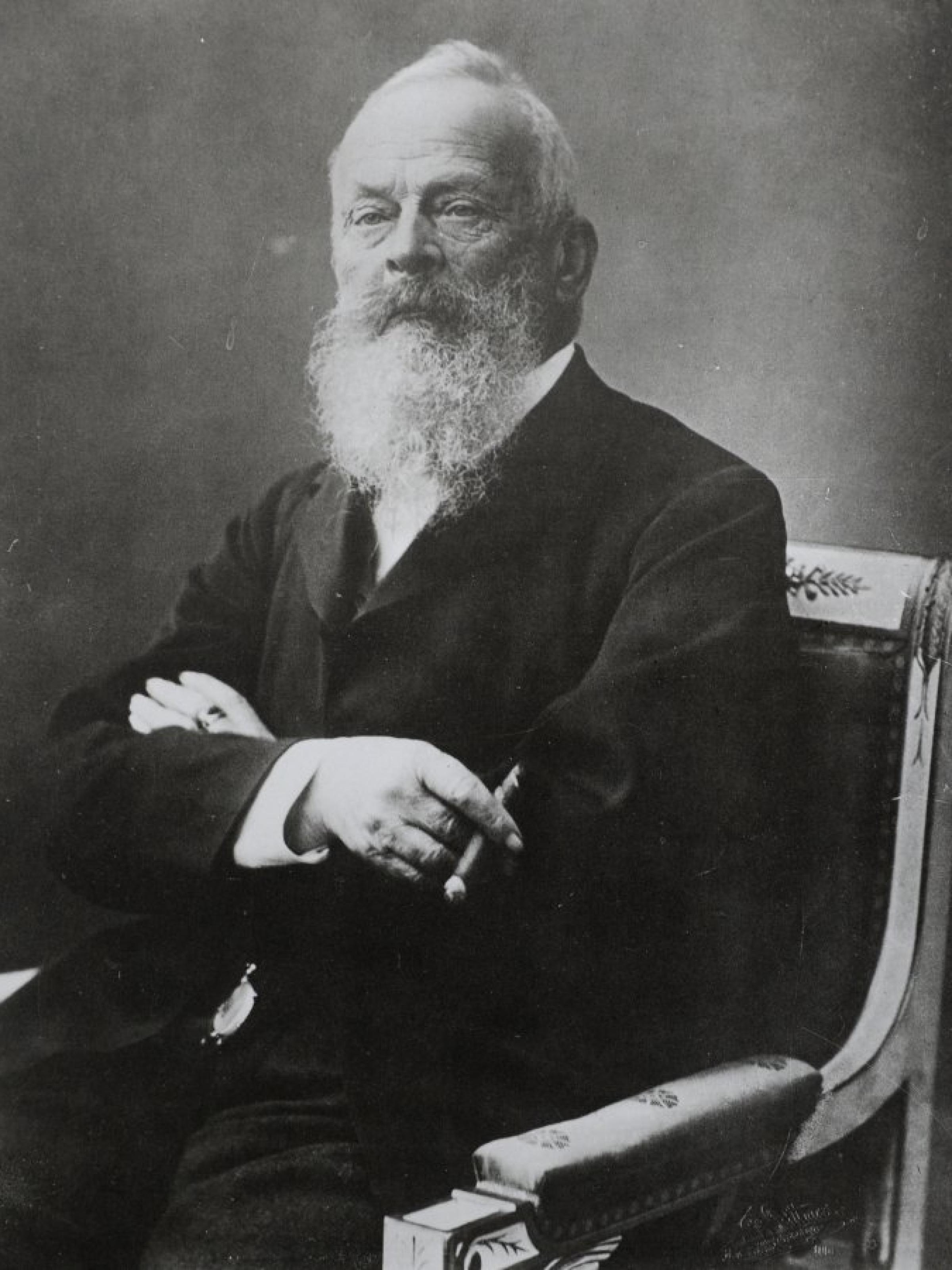
Leopoldo por volta de 1910

Leopoldo continuou a servir como regente até 1912, quando contraiu bronquite e morreu em Munique. Ele foi enterrado na cripta da Igreja dos Teatinos e São Caetano (Theatinerkirche), em Munique. Seu filho mais velho, o príncipe Luís, o sucedeu e continuou a servir como regente por mais um ano. Em 1913, a constituição foi alterada para incluir uma cláusula prevendo que, se a regência tivesse durado pelo menos 10 anos e o rei não pudesse governar ativamente devido à incapacidade, o regente poderia suceder ao trono por direito próprio. Pouco depois da emenda ser promulgada, Luís depôs Oto e o sucedeu como Luís III.
A regência de Leopoldo, frequentemente chamada de "Regência do Príncipe", deve-se à passividade política de Leopoldo nos anos que se seguiram à transferência gradual dos interesses bávaros para o Império Alemão. A ruptura da monarquia bávara é vista como ainda mais aguda em relação ao infeliz fim do reinado anterior do rei Luís II. Por fim, os historiadores consideram que a emenda constitucional de 1913 rompeu decisivamente a continuidade do governo do rei, especialmente porque a mudança havia sido aprovada pelo parlamento estadual como Câmara dos Representantes e, portanto, representou indiretamente o primeiro passo da Baviera em direção ao governo parlamentar. Atualmente, a conexão entre esses dois desenvolvimentos é considerada a principal razão para o fim sem incidentes do Reino da Baviera durante o processo revolucionário de novembro de 1918, ao qual não houve oposição. No entanto, durante seus 26 anos de regência, Leopoldo superou a inquietação inicial de seus súditos por meio de modéstia, competência e popularidade. Estes anos da regência do príncipe acabaram por trazer mudanças e são especialmente lembrados como a idade de ouro da Baviera, mesmo que as pessoas ainda hoje lamentem o que aconteceu ao "rei dos contos de fadas" Luís II com nostalgia popular.

## Legado

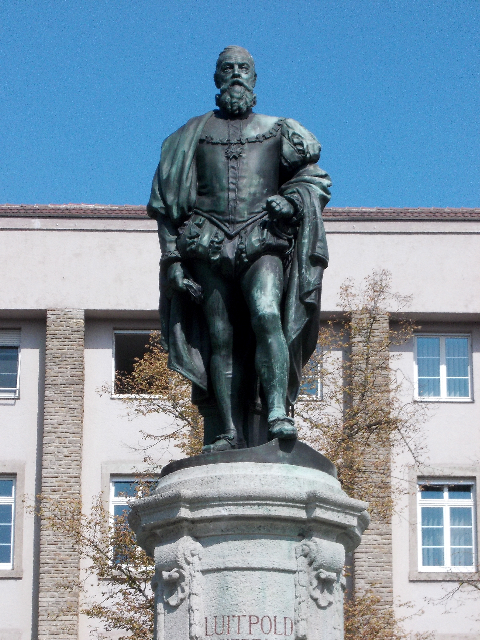
Monumento a Leopoldo em Augsburg, projetado pelo escultor Franz Bernauer

Leopoldo foi tutorado por Domenico Quaglio, o Jovem, e tinha um grande interesse por arte. Durante a regência de Leopoldo, houve muita atividade artística e cultural na Baviera. A Baviera prosperou sob o governo liberal, e Munique tornou-se o centro cultural da Europa. Thomas Mann escreveu sobre esse período em seu "Brilho de Munique" (Gladius Dei, 1902). O burgo de Schwabing tornou-se uma importante colônia de artistas em Munique.
Muitas ruas nas cidades da Baviera são chamadas de Prinzregentstrasse ou Luitpoldstrasse em homenagem a Leopoldo. Muitas instituições têm o nome de Leopoldo, incluindo o Teatro Prinzregent em Munique e a Luitpold Arena e o Luitpold Hall em Nuremberga. Em 1891, Leopoldo inaugurou o Luitpold Stadion em Munique. A sobremesa Prinzregentetorte (ou bolo do príncipe regente), um bolo de creme de chocolate com várias camadas, é um clássico da região da Baviera, e leva seu nome. O encouraçado Prinzregent Luitpold e a Costa de Luitpold da Marinha Imperial Alemã receberam seu nome.
Além da arte, a outra grande paixão de Leopoldo era a caça, e suas lendárias caçadas aconteciam por toda a Baviera. Assim como seus irmãos artistas e helenistas, Leopoldo admirava a natureza, as florestas e as montanhas escaladas por alpinistas.
Estátuas e monumentos ao regente podem ser encontrados no Palatinado em Augsburgo, Munique, Oberstdorf, Heilsbronn, Füssen e Landau; e em Bad Königshofen, Augsburg, Kulmbach, Ansbach e Edenkoben.
Em sua cidade natal, Würzburg, a antiga Luitpoldbrücke (hoje Ponte da Paz), o Luitpold Museum (hoje Museu da Francônia), a Klinik Prinzregent Luitpold (hoje Clínica Universitária) e a Luitpoldquelle (posteriormente renomeada Fonte da Francônia) receberam seu nome em sua homenagem. O Luitpolddenkmal (Monumento a Leopoldo), planejado em 1899, foi inaugurado em 1903 no lado leste do pátio da estação. Em 1943, a estátua de bronze no Monumento à Produção de Armamentos foi derretida; em 1964, o restante do monumento foi desmontado.
Atualmente, a Sociedade Alpina Alemã possui a outrora residência do príncipe Leopoldo (Hotel Prinz-Luitpold-Bad), nos Alpes Allgäu, a uma altitude de 1.846 metros. Dieter Seibert disse: "A residência do Príncipe Regente da época oferecia um lugar maravilhoso para alpinistas".

## Família

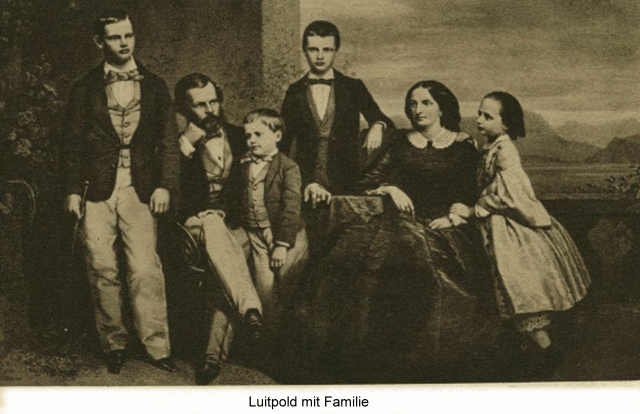
A família de Leopoldo da Baviera no final da década de 1850. Da esquerda para a direita: Luís, Leopoldo (pai) e Arnulfo, Leopoldo (filho), Augusta e Teresa.

No dia 15 de abril de 1844, em Florença, Leopoldo desposou a arquiduquesa Augusta da Áustria, a segunda filha de Leopoldo II, grão-duque de Toscana. Eles tiveram quatro filhos:
1. Luís III, rei da Baviera (1845-1921), casou-se com a arquiduquesa Maria Teresa de Áustria-Este, com descendência;
2. Leopoldo, príncipe da Baviera (1846-1930), casou-se com a arquiduquesa Gisela da Áustria, com descendência;
3. Teresa, princesa da Baviera (1850-1925), não se casou;[2]
4. Arnulfo, príncipe da Baviera (1852-1907), casou-se com a princesa Teresa de Liechtenstein, com descendência.